# MTV Unplugged
MTV Unplugged è un programma televisivo di MTV, in onda in tutto il mondo e ideato da Beth McCarty.
Il programma trasmette dei concerti dal vivo in versione acustica di musicisti famosi. Spesso dalle esibizioni vengono ricavati degli album dal vivo o sono pubblicati i video dei concerti.

## Origine del nome
Unplugged è il participio passato del verbo to unplug, che significa letteralmente staccare la spina, a sottolineare che le esecuzioni dei musicisti sono tutte in versione rigorosamente acustica, senza gli strumenti elettrici.

## Storia
La storia di MTV Unplugged iniziò quando i Bon Jovi furono chiamati a partecipare agli MTV Video Music Awards 1989. Nota per i suoi show spettacolari, la band decise di stupire il pubblico: sul palco si presentarono solamente Jon Bon Jovi e Richie Sambora con due chitarre acustiche, evitando la solita performance col gruppo al completo e strumenti elettrici. L'esibizione riscosse così tanto successo che i dirigenti di MTV USA presero la decisione di creare un programma tutto nuovo, intitolato, appunto, MTV Unplugged.
Il programma andò in onda per la prima volta negli Stati Uniti d'America il 26 novembre 1989, con protagonisti Squeeze, Syd Straw e Elliot Easton.
Nella storia di MTV Unplugged due gruppi musicali si sono esibiti per due volte: i 10,000 Maniacs (1991 e 1993) e i R.E.M. (1991 e 2001).
Tra gli artisti che si sono esibiti nella trasmissione figurano: Aerosmith, a-ha, Alanis Morissette, Alice in Chains, Biffy Clyro, Bob Dylan, Bryan Adams, The Corrs, The Cranberries, The Cure, Eric Clapton, Duran Duran, Fiona Apple, Florence and the Machine, George Michael, Gilberto Gil, Hole, Katy Perry, Kiss, Korn, Lauryn Hill, Lenny Kravitz, Liam Gallagher, Mariah Carey, Miley Cyrus, Neil Young, Nickelback, Nirvana, Oasis, Paramore, Paul McCartney, Pearl Jam, Placebo, Poison, Ratt, R.E.M., Ricky Martin, Shakira, Scorpions, Shawn Mendes, Slash, Soul Asylum, Stevie Ray Vaughan, Stone Temple Pilots, Tori Amos, Twenty One Pilots e i BTS.
Da ricordare anche le performance dei due membri dei Led Zeppelin Jimmy Page e Robert Plant, pubblicate nell'album No Quarter: Jimmy Page and Robert Plant Unledded, registrato tra il Marocco, il Galles e Londra, per il progetto UnLedded di MTV.

## In Italia
In Italia MTV Unplugged è arrivato nel 2005. Il primo concerto realizzato è stato quello della cantante Giorgia, tenutosi negli studi di Milano di MTV il 29 aprile 2005. Dall'esibizione è stato tratto l'album MTV Unplugged. Ospiti della serata sono stati il cantante Ricky Fanté, con cui Giorgia ha duettato in I Heard It Through the Grapevine, e il trombettista Terence Blanchard, che ha suonato in E poi, La gatta (sul tetto) e Spirito libero.
MTV Italia ha ripreso poi il progetto con Alex Britti, che si è esibito il 29 settembre 2007. Le registrazioni del concerto sono state pubblicate nell'album Alex Britti MTV Unplugged.
Nel 2021 MTV Italia ha annunciato che i Negrita realizzeranno MTV Unplugged. È stato registrato il 31 luglio nella tappa di Arezzo del loro tour in corso, ed è diventato un album e uno speciale tv per MTV. Il progetto è stato presentato ufficialmente durante la Milano Music Week 2021 dal 22 al 28 novembre, in occasione dell’uscita dell’album e della messa in onda dello speciale TV.
Il 13 settembre 2021 il rapper Rkomi annuncia Taxi Driver (MTV Unplugged). È stato registrato il 22 settembre al teatro Carcano di Milano ed uscito il 24 dello stesso mese.